# Francesco Serra-Cassano
Francesco Serra-Cassano, italijanski rimskokatoliški duhovnik, škof in kardinal, * 21. februar 1783, Neapelj, † 17. avgust 1850.

## Življenjepis
1. marca 1806 je prejel duhovniško posvečenje.
16. marca 1818 je bil imenovan za naslovnega nadškofa Niceje; škofovsko posvečenje je prejel 23. marca istega leta. 
6. oktobra 1818 je bil imenovan za apostolskega nuncija v Nemčiji.
3. julija 1826 je bil imenovan za sonadškofa Capue; polni nadškof je postal 26. julija istega leta.
30. septembra 1831 je bil povzdignjen v kardinala in pectore. Za kardinala-duhovnika pri Ss. XII Apostoli je bil razglašen 15. aprila 1833.
Umrl je 17. avgusta 1850.